# Commandos (spelserie)
Commandos är en datorspelsserie som utvecklades av det spanska företaget Pyro Studios och utgavs av brittiska Eidos Interactive. Det första spelet i serien släpptes 1998 och det senaste släpptes 2006.
Spelen utspelar sig alla under andra världskriget och låter spelaren styra en grupp kommandosoldater i fågelperspektiv. Varje soldat har en uppsättning unika specialförmågor och spelaren förväntas klara uppdragen utan att bli upptäckt.
| Titel                              | År   | Plattform                                      |
| ---------------------------------- | ---- | ---------------------------------------------- |
| Commandos: Behind Enemy Lines      | 1998 | Microsoft Windows, Sega Mega Drive             |
| Commandos: Beyond the Call of Duty | 1999 | Microsoft Windows                              |
| Commandos 2: Men of Courage        | 2001 | Microsoft Windows, Mac OS, Playstation 2, Xbox |
| Commandos 3: Destination Berlin    | 2003 | Microsoft Windows, Mac OS X                    |
| Commandos: Strike Force            | 2006 | Microsoft Windows, Playstation 2, Xbox         |